# 白毛坪鎮
白毛坪鎮（はくもうへいちん）は中華人民共和国湖南省邵陽市城歩ミャオ族自治県の鎮。

## 行政区画
- 城渓村
- 臘屋村
- 下坪村
- 上坪村
- 白毛坪村
- 下小言村
- 畲塘村
- 青峰村
- 卡田村
- 温水村
- 水推村
- 白头坳村
- 小坪水村
- 大岔坪村
- 大横村
- 大陽村
- 楓界村
- 坳嶺村
- 水田村
- 蘭子坪村
- 義山園村
- 小寨村
- 候家寨村
- 大坳頭村
- 袁家山村
- 黄傘村
- 坪源村
- 状団元村

## 歴史
1995年、大陽郷・清源郷が合併し、白毛坪郷が発足。2019年1月17日、白毛坪鎮に昇格。

## 経済

### 名物・特産品
- ラッカー
- クリ属
- 木材
- ゼンマイ属
- アオモジ
- マンガン
- ケイ素
- 鉛
- 亜鉛
- ゼオライト

## 地理
白毛坪鎮は城歩ミャオ族自治県東南部に位置し、北は蘭蓉郷と、西北は儒林鎮と、西及び西南は汀坪郷と、東及び東南は広西チワン族自治区とそれぞれ接している。
- 河川：巫水河
- 山：大沖頭（1279メートル）、大尖嶺（1196メートル）

## 交通

### 道路
- 県道X090